# Paul Kuhn (Sänger, 1874)
Paul Kuhn (* 12. September 1874 in Schweidnitz, Provinz Schlesien; † 20. Mai 1966 in New York) war ein deutscher Opernsänger (Tenor).

## Leben
Kuhn studierte Rechtswissenschaft in Breslau und war nach erfolgreichem Staatsexamen als Gerichtsassessor tätig, ehe er sich dazu entschloss, seine Stimme ausbilden zu lassen.
Seine Bühnenlaufbahn begann er 1902 im Stadttheater Freiburg im Breisgau und gastierte schon im ersten Jahr am Stadttheater von Zürich. Er wechselte dann bis 1907 ans Hoftheater von Darmstadt und war anschließend von 1907 bis 1917 am Hoftheater München, wo er am 28. März 1916 mit der Partie des Matteo bei der Uraufführung von „Violanta“ von Erich Wolfgang Korngold mitwirkte. Seine großen Partien in diesem Haus waren der David in „Die Meistersinger von Nürnberg“ und Mime in „Siegfried“, die er beide unter namhaften Dirigenten wie Bruno Walter oder Felix Mottl sang. Während seiner Tätigkeit am Hoftheater München führten ihn Gastspiele ans Hoftheater Wiesbaden (1908) und ans Opernhaus Leipzig (1909). Von 1910 bis 1914 nahm er an den Aufführungen von „Der Ring des Nibelungen“ im Théâtre de la Monnaie in Brüssel teil und sang am 12. Juni 1917 die Partie des Bischofs von Budoja in der Uraufführung von Hans Pfitzners „Palestrina“. In diesem Jahr beendete er sein Engagement in München, unternahm aber weiter Gastspiele an den führenden Bühnen des deutschen Sprachraumes.
Von 1917 bis 1918 war er als Gast am Stadttheater von Augsburg engagiert, von 1918 bis 1921 am Nationaltheater Mannheim und von 1922 bis 1923 an der Wiener Staatsoper.
1920 sang er die Partie des Valzacchi in der spanischen Erstaufführung von „Der Rosenkavalier“ im Gran Teatre del Liceu in Barcelona und 1922 bei den Salzburger Festspielen den Basilio in „Le nozze di Figaro“. Von 1924 bis 1926 war er als Sänger und Regisseur am Stadttheater Trier und von 1926 bis 1927 an der Staatsoper Berlin tätig, ehe er 1933 als Jude Deutschland verlassen musste und in die USA emigrierte, wo er in New York als Gesangslehrer tätig war. Noch 1936 gastierte er am Opernhaus Graz und absolvierte Gastspiele in Ungarn und Frankreich.
Paul Kuhn verfügte über bedeutende Charakterisierungskunst und Flexibilität der Stimme und zeichnete sich durch unübersehbare Bühnenpräsenz aus. Er war mit der Sopranistin Charlotte Kuhn-Brunner (1878–1958) verheiratet. Ehe er in New York hochbetagt starb, war er der letzte noch lebende Königlich Bayerische Kammersänger.

## Repertoire (Auswahl)
- Pedrillo in „Die Entführung aus dem Serail“ von Wolfgang Amadeus Mozart
- Monostatos in „Die Zauberflöte“ von Wolfgang Amadeus Mozart
- Baron Kronthal in „Der Wildschütz“ von Albert Lortzing
- Veit in „Undine“ von Albert Lortzing
- Graf Almaviva in „Il barbiere di Siviglia“ von Gioachino Rossini
- Brighella in „Ariadne auf Naxos“ von Richard Strauss
- Goro in „Madama Butterfly“ von Giacomo Puccini
- Nando in „Tiefland“ von Eugen d’Albert
- Horace de Massarena in „Le domino noir“ von Daniel-François-Esprit Auber
- Titelrolle in „Abu Hassan“ von Carl Maria von Weber
- Der Teufel in „Das höllisch Gold“ von Julius Bittner
- Caramello in „Eine Nacht in Venedig“ von Johann Strauss